# Margaret Pole
Margaret Pole   (Bath, 14 d'agost de 1473 - Torre de Londres, 27 de maig de 1541) fou una noble anglesa. Era filla de Jordi Plantagenet, primer duc de Clarence, germà dels reis Eduard IV i Ricard III, i d'Isabel Neville.
Va ser una de les dues dones de l'Anglaterra del segle xvi juntament amb Anna Bolena que ostentava un títol nobiliari per dret propi en comptes de pel fet d'estar casada amb un noble. Un dels pocs membres supervivents de la dinastia Plantagenet després de la Guerra de les Dues Roses, va ser executada el 1541 per ordre d'Enric VIII, fill de la seva cosina Elisabet de York. El Papa Lleó XIII la va beatificar com a màrtir de l'Església Catòlica Romana el 29 de desembre de 1886.

## Biografia
El 1949 casa amb un noble provincià, Richard Pole, que el 1505 la deixà vídua amb cinc fills, un dels quals arribà ser cardenal. El 1512 Enric VIII li concedí el títol de comtessa de Salisbury, per dret propi, restituint-la en un títol que anteriorment havia tingut la seva família i la va nomenar institutriu de la princesa Maria Tudor (més tard Maria I d'Anglaterra), però quan el rei es casa amb Anna Bolena, Margaret mostrà una fidelitat infinita vers la princesa, fet que molestà Enric VIII, que en això veia una censura a la seva conducta, i l'allunyà de la cort. Tornà a aquesta a la caiguda d'Anna (1536), però complicada en la desgràcia dels seus fills, fou detinguda el 1539 i sotmesa a tractes brutals, sent decapitada el 25 de maig de 1541.

## Fills
Del seu matrimoni amb Sir Richard Pole naixeren cinc fills:
- Henry Pole, (c. 1492 - 1539), I baró de Montagu, Conegut per la seva participació en el procés d'Anna Bolena, casat amb Jane Neville.
- Arthur Pole (1502 - 1535), casà amb Jane Lewkenor
- Reginald Pole (c. 1500 - 1558), cardenal i ambaixador papal en diverses regions, fou l'últim arquebisbe de Canterbury de l'Església Catòlica
- Geoffrey Pole (1501 o 1502 - 1558, casat amb Constance Pakenham
- Ursula Pole (1504 - 1570), casada amb Henry, baró de Stafford